# 前田正虎
前田 正虎（まえだ まさとら、生没年不詳）は、戦国時代末期から江戸時代初期の武士。加賀藩士。諱は安虎とも。通称は安太夫。父は前田利益。母は前田安勝の娘。

## 経歴
天正15年（1587年）、義理の祖父前田利久が死去すると、その旧領のうち2000石を引き継ぎ、前田利家に仕える。天正18年（1590年）、父利益が前田家から出奔した際、正虎ら利益の妻子は加賀に留まり、それに随行しなかったという。その後、義理の従兄弟にあたる前田利長、次いで前田利常に仕えた。また加賀藩士としては書家の活動が見られ、『前田家之記』（安太夫筆記）を著し、藩の故事を後世に伝えたといわれる。子はなく、七尾で没したという。正虎以外に利益には男子がなく、利益の男系子孫は断絶することになった。